# Wallraffa
Wallraffa är en beteckning för en journalistisk arbetsmetod där en reporter uppträder under falsk identitet, för att på så sätt få material till reportage eller böcker. 
Idag är begreppet mest känt på grund av den tyske journalisten och författaren Günter Wallraff, som sedan 1970-talet publicerade en mängd reportage och böcker som bygger på att han, ofta utklädd, har levt en tid i den miljö som han vill skildra. På så sätt har han skaffat sig erfarenheter och underlag till reportage som till exempel beskriver situationen på teletjänstcentraler, där arbetare instrueras att lura kunder, och sanitära missförhållanden på snabbmatskedjan McDonald's.
Wallraffande är en omstridd journalistisk metod och tangerar viss annan undersökande journalistik, till exempel med dold kamera, där reportern inte har varit helt öppen med sitt syfte. Vissa menar att sensationen kring metoden ger den enskilda journalisten fokus och att metoden ibland står i vägen för sakfrågan.
Arbetsmetoden har en lång historia. Ett tidigt exempel är Jack London som sommaren 1902 beger sig till ("stiger ner i") Londons East End för att beskriva hur de fattiga lever. London beskriver sina upplevelser i boken Avgrundens folk. Ett tidigt svenskt exempel är Ester Blenda Nordström som år 1914 arbetade som piga på en bondgård. Hon publicerade sin historia i Svenska Dagbladet och i boken En piga bland pigor. Ett modernare exempel är ett radioreportage där en reporter från programmet Kaliber i Sveriges Radio under 2008 deltog i Sverigedemokraternas partiaktiviteter och rapporterade om detta i flera radioreportage.
Några uppmärksammade reportage har gjorts av:
- Nellie Bly
- Paul Göhre
- Ryszard Kapuściński
- Jack London
- Ester Blenda Nordström
- Göran Palm
- Gunnar Schulze, under pseudonymen Karl Gunnarson